# J1000+0221
J1000+0221 è una galassia con redshift di z=1,53 (pari ad una distanza di 3,84 miliardi di anni luce) che era la più distante lente gravitazionale conosciuta fino alla scoperta di IRC 0218, e che resta comunque la più distante nota a generare, con l'effetto lente gravitazionale, l'immagine quadrupla di una galassia ancor più remota.
La scoperta è stata compiuta da un gruppo di astronomi guidati dal dottor Arjen Van der Wel del Max Planck Institute for Astronomy di Heidelberg, Germania ed i risultati sono stati pubblicati nell'ottobre 2013 sulla rivista Astrophysical Journal Letters. 
Utilizzando le immagini rilevate dal Telescopio Spaziale Hubble, gli astronomi hanno ottenuto da J1000+0221 un'immagine quadruplicata di una galassia remota, ad ulteriore prova di quanto previsto dalla teoria della relatività generale di Einstein. Così è stata evidenziata una giovane galassia nana starburst, colta a 10-40 milioni di anni dalla sua formazione, con una massa stellare modesta (circa 100 milioni di masse solari) ma con un tasso di formazione stellare in quel momento elevatissimo.
La distanza a cui si trovava al momento della scoperta è stata calcolata in 9,79 miliardi di anni luce (redshift z=3,417).